# Veľká Ida
Veľká Ida é um município da Eslováquia, situado no distrito de Košice-okolie, na região de Košice. Tem 31,01 km² de área e sua população em 2018 foi estimada em 3.796 habitantes.

## Demografia
| Ano:        | 1994 | 2004    | 2014    | 2024    |
| ----------- | ---- | ------- | ------- | ------- |
| Broj ljudi: | 2451 | 2965    | 3485    | 4232    |
| Razlika:    |      | +20,97% | +17,53% | +21,43% |

| Ano:               | 2023 | 2024   |
| ------------------ | ---- | ------ |
| Número de pessoas: | 4140 | 4232   |
| Diferença:         |      | +2,22% |